# Nachfolger (Mathematik)
In der Mathematik werden durch die Begriffe Nachfolger und Vorgänger die gedanklichen Konzepte der Abstammung oder Amtsnachfolge und des Zählens formalisiert und verallgemeinert.

## Nachfolger und Vorgänger beim Zählen und in Ordnungen

Die Nachfolgerrelation in der Ordnung der natürlichen Zahlen. Beim Zählen schreitet man von Zahl zu Zahl in der Richtung der Pfeile vor. In der Mathematik zählt man ab 0, man fängt also direkt vor dem ersten Objekt zu zählen an.

Beim Zählen ist der Nachfolger einer ganzen Zahl intuitiv die nächstgrößere Zahl: So ist etwa 2 der Nachfolger von 1, 3 der Nachfolger von 2 usw. Beim Abwärtszählen kommt man von 9 zu ihrem Vorgänger 8 usw. Diese an sich naive Entdeckung, die Kinder immer wieder im Spiel nachvollziehen, kann man zu einer mathematischen Charakterisierung der natürlichen Zahlen formalisieren, die von Giuseppe Peano entwickelt wurde und ihm zu Ehren Peano-Axiomensystem heißt.
Beim Aufwärts- und Abwärtszählen stellt man fest, dass es auf die Bedeutung der Zahlwörter gar nicht ankommt, sondern nur auf ihre Reihenfolge. Diese Feststellung lässt eine Verallgemeinerung der Zählnachbarn Vorgänger und Nachfolger auf Graphen und geordnete Mengen zu:

## Definitionen
Sei {\displaystyle (M,{<})} eine strikt geordnete Menge, {\displaystyle b\in M}. Dann heißt
- {\displaystyle a} Vorgänger oder unterer Nachbar von {\displaystyle b}, wenn {\displaystyle a<b} ist und kein größeres Element als {\displaystyle a} mit dieser Eigenschaft existiert

formal: {\displaystyle a\prec b}, wenn {\displaystyle a<b\ \land } {\displaystyle \nexists } {\displaystyle a'\in M\colon (a<a'<b)},
- {\displaystyle c} Nachfolger oder oberer Nachbar von {\displaystyle b}, wenn {\displaystyle b<c} ist und kein kleineres Element als {\displaystyle c} mit dieser Eigenschaft existiert

formal: {\displaystyle c\succ b}, wenn {\displaystyle b<c\land \nexists \,c'\in M\colon (b<c'<c)}. 

Die Teilerrelation auf der Menge der Teiler von 12. 1 und 2 haben je zwei Nachfolger, 6 und 12 je zwei Vorgänger.

Für eine strikte Totalordnung sichert diese Definition zugleich, dass Vorgänger und Nachfolger (falls vorhanden) eindeutig bestimmt sind. Die Funktion, die jedem Element seinen eindeutig bestimmten Nachfolger zuordnet, heißt Nachfolgerfunktion. Im Allgemeinen kann aber ein Element mehrere, untereinander nicht vergleichbare Vorgänger und Nachfolger haben. Dieses allgemeinere Konzept verfolgt die Graphentheorie weiter. Es kommt damit dem vormathematischen Abstammungskonzept nahe.
In der Ordnungstheorie definiert man zu {\displaystyle b\in M}:
- {\displaystyle a} ist Vorgänger von {\displaystyle b}, wenn {\displaystyle a<b} ist und jedes andere Element mit dieser Eigenschaft kleiner ist

formal: {\displaystyle a\prec b}, wenn {\displaystyle a<b\land \forall a'\in M\colon \left((a'<b)\Rightarrow (a'\leq a)\right)},
- {\displaystyle c} ist Nachfolger von {\displaystyle b}, wenn {\displaystyle b<c} ist und jedes andere Element mit dieser Eigenschaft größer ist

formal: {\displaystyle c\succ b}, wenn {\displaystyle b<c\land \forall c'\in M\colon \left((b<c')\Rightarrow (c\leq c')\right)}.
Somit sind Vorgänger und Nachfolger, sofern vorhanden, auch in nicht total geordneten Mengen eindeutig. Damit wird eher der Zählprozess abgebildet.

### Beispiel
Der abgebildete Graph veranschaulicht die Teilerrelation in der Menge der Teiler der Zahl 12. Die abstrakte Relation 3 < 6 wird hier durch Pfeile dargestellt und hat die Bedeutung 3 teilt 6, 1 teilt 4 usw. Die Ordnung ist nicht total, denn es gibt Elemente, die man nicht miteinander vergleichen kann, zum Beispiel ist 2 weder ein Teiler von 3 noch umgekehrt. Im Sinne der zweiten, ordnungstheoretischen Definition hat die 2 keine Nachfolger, aber einen Vorgänger, im Sinne der ersten, allgemeineren Definition hat die 2 einen Vorgänger und zwei Nachfolger.

## Anwendungen
- In einer wohlgeordneten Menge (Ordinalzahl) besitzt jedes Element einen eindeutigen Nachfolger, es sei denn, es ist das Maximum der wohlgeordneten Menge. Elemente ohne Vorgänger heißen hier Limeselemente oder auch Grenz-Ordinalzahlen.
- Die Existenz von Vorgängern und Nachfolgern in geordneten Mengen kann auch mit topologischen Mitteln untersucht werden. Siehe dazu Ordnungstopologie.
- Den Begriff von Vorgängern und Nachfolgern in gerichteten Graphen wird im Artikel Nachbarschaft (Graphentheorie) erklärt.

## Verallgemeinerung
Die obige Definition kann ohne Weiteres auf strikte partielle Ordnungen ausgedehnt werden.
Im allgemeinen Fall, insbesondere im Fall einer (schwachen) totalen oder partiellen Ordnung {\displaystyle (M,\leq )} muss man immer noch fordern, dass es sich beim Vorgänger bzw. Nachfolger um ein anderes Element handelt (was im Fall einer strikten Ordnung immer erfüllt ist).
Für {\displaystyle a,b\in M} mit
{\displaystyle a\leq b\land a\neq b} und
{\displaystyle \nexists b'\in M\colon (a\leq b'\land a\neq b'\land b'\leq b\land b'\neq b)},
heißt {\displaystyle a} ein (unmittelbarer) Vorgänger von {\displaystyle b}; ein (unmittelbarer) Nachfolger wird analog definiert.
Viele Autoren fassen die Begriffe Vorgänger und Nachfolger allgemeiner, nämlich jeweils ohne die zweite Bedingung. Die hier definierten Begriffe heißen in dieser alternativen Sprechweise dann unmittelbarer (direkter) Vorgänger bzw. Nachfolger.